# Хейвуд, Гарри
Гарри Хейвуд (англ. Harry Haywood, при рождении Haywood Hall; 6 февраля 1898, Омаха, Небраска, США — 4 января 1985, Нью-Йорк, США) — влиятельный член Коммунистической партии Соединенных Штатов Америки. Его деятельность внесла большой вклад в область расовых отношений и подходов к достижению расового равенства. Наиболее известным вкладом Хейвуда в марксистскую литературу является его идея национального самоопределения афроамериканцев.

## Биография

### Юность и военная служба
Гарри Хейвуд родился как Хейвуд Холл в Омахе, штат Небраска, 6 февраля 1898 года. Его родители, Харриет и Хейвуд, позже вдохновили его взять имя Гарри Хейвуд в качестве своего псевдонима в коммунистическом движении. Оба его родителя родились в рабстве в 1860 году. Его дед получил имя Холл от своего бывшего хозяина после его освобождения. После того как дед Гарри убил члена Ку-Клукс-Клана в целях самообороны, его семья бежала из Теннесси в Де-Мойн, штат Айова. Когда его отец вырос, он женился на Харриет в Омахе. Там родился Гарри, его старший брат Отто и младшая сестра Эппа. Семья была вынуждена уехать в Миннеаполис после того, как отец Гарри получил смертельные угрозы от местных белых людей. На новом месте Хейвуд бросил школу в возрасте 15 лет и начал работать носильщиком на различных железных дорогах.
В начале Первой мировой войны его семья переехала в Чикаго, где Хейвуд присоединился к Восьмому полку чёрной Национальной гвардии Иллинойса. И Гарри, и Отто служили в Первую мировую войну и были потрясены расизмом, с которым они столкнулись в армии. Правительство США издавало прокламации, которые пытались навязать расизм законов Джима Кроу во Франции. Полк Хейвуда был расквартирован во французской армии, где к нему относились с уважением и гордостью.
Первое развертывание подразделения Хейвуда было в окопах Сен-Мишель недалеко от швейцарской границы, и его полк позже освободил французский город Лан от немецкого контроля. После заражения гриппом в 1918 году Хейвуд находился в нескольких французских и американских военных госпиталях. К концу войны полк Хейвуда получил двадцать один крест «За выдающиеся заслуги», шестьдесят восемь военных крестов и одну медаль «За выдающуюся службу». В 1918 году во Франции он познакомился с полком русских казаков. Это общение с ними стало его первым знакомством с Россией и идеей революции.
Хейвуд вернулся домой в Чикаго во время «Красного лета» 1919 года, когда в городе были в разгаре кровавые расовые беспорядки. Эти переживания закрепили его превращение в политического радикала. В это время он сказал: «Тогда мне пришло в голову, что я сражался не на той войне». Хейвуд начал изучать радикальную политику и стал атеистом после прочтения книги Дарвина «Происхождении видов».
Хейвуд стал взаимодействовать с радикальными организациями, следуя по стопам своего старшего брата Отто, который ранее присоединился к Индустриальным рабочим мира и Коммунистической партии США. По настоянию своего брата Хейвуд сначала вступил в Африканское братства крови в 1922 году, а затем в Лигу молодых рабочих в 1923 году. Эти организации были связаны с КП США и позволили Хейвуду познакомиться с идеями и литературой как чёрного национализма, так и коммунизма. В Лиге молодых рабочих Хейвуд познакомился с советским грузином по имени Боб Мазут, который пообещал, что со временем Хейвуд посетит Советский Союз.

### Время в России
Гарри Хейвуд окончательно вступил в КП США в 1925 году. Один из членов Африканского братство крови, Ловетт Форт-Уайтмен, привлек к учёбе в Советском Союзе многообещающих молодых афроамериканцев, в том числе Хейвуда и его брата Отто. Когда Хейвуд попытался получить визу для поездки в Советский Союз, он понял, что за ним следит ФБР, поэтому он бежал через Канаду под псевдонимом Гарри Хейвуд. Он продолжал использовать это имя для своей революционной деятельности до конца своей жизни. Он приехал в Москву через год после своего брата Отто в 1926 году. Оба брата поступили в Коммунистический университет трудящихся Востока имени И. В. Сталина. Позже, когда в 1927 году открылась Международная Ленинская школа, Хейвуд был первым чернокожим студентом, который поступил туда и завершил трехлетнюю академическую программу.
Уважение и дружелюбие, оказанное ему советскими гражданами, удивили Хейвуда. Многие крестьяне никогда раньше не видели чернокожего человека, но он терпел их наивность и рассказывал им о борьбе афроамериканцев. Хейвуд утверждал, что пережил только один серьёзный случай расовой дискриминации в России. Его общий опыт произвел на него положительное впечатление, и он стал горячим сторонником раннего сталинизма.
Подход Сталина к этнической идентичности, изложенный в книге «Марксизм и национальный вопрос», также очаровал Хейвуда. Впечатлённый равенством национальностей, Хейвуд посетил Крым и Кавказ летом 1927 и 1928 годов. Он считал, что развитие родных языков и культур в этих регионах потенциально может быть воспроизведено в других странах после революции. Позже он работал с представителем Коммунистической партии, чтобы сформулировать идеи, которые составляли его теорию самоопределения для афроамериканцев в «Черном поясе» США.
Позднее Хейвуд был назначен в подкомитет Шестого конгресса Коммунистического интернационала 1928 года для рассмотрения негритянского вопроса в США. Хейвуд написал в своем докладе о растущем чёрном националистическом движении в США. Его проекты резолюций и по негритянскому вопросу и по вопросу о самоопределении коренных южноафриканцев были приняты Коминтерном и стали официальной политикой.
В том же году он ещё несколько раз посетил Кремль и ненадолго встретился с Иосифом Сталиным. После окончания Международной Ленинской школы и участия в пятом конгрессе Красного Международного профсоюза в 1930 году, Хейвуд вернулся в США в начале Великой депрессии. Время, проведённое в Советском Союзе, изменило его взгляд на жизнь с «недовольного чернокожего бывшего солдата» на «застенчивого революционера». В 1932 году Хейвуд вернулся в Москву, чтобы присутствовать на Двенадцатом пленуме Исполнительного комитета Коминтерна.

### Возвращение в США
По возвращении из России Хейвуд стал видным членом КП США. Он работал в Центральном комитете КП США с 1927 по 1938 год и в Политбюро этой организации с 1931 по 1938 год. Он также недолго считался потенциальным кандидатом в вице-президенты вместе с Уильямом З. Фостером на президентских выборах США 1932 года. Его главной целью сначала было формирование манифеста Лиги борьбы за права негров, которая была чёрной националистической группой для защиты прав чернокожих. Эта организация впервые подверглась испытанию, когда Хейвуд помог Коммунистической партии организовать защиту парней из Скоттсборо. Он также помогал в продвижении коммунистической вербовки на юге и организовал Союз издольщиков, который выступал за права афроамериканских фермеров-арендаторов в Бирмингеме, штат Алабама. Кроме того, Хейвуд боролся за проведение в Чикаго парада, осуждающего итальянское вторжение в Эфиопию в 1935 году.
Однако со временем Хейвуд начал расходиться во мнениях с руководством КП США по поводу направления деятельности партии и отсутствия у неё интереса к афроамериканским проблемам. Наконец, в возрасте 44 лет, он решил добровольно вступить в бригаду Авраама Линкольна. Эта бригада была одной из многих, которые сражались с фашистским режимом Франсиско Франко во время Гражданской войны в Испании. Кровопролитие, которое он увидел там, произвело на него ужасное впечатление. В результате слухов о его предполагаемой трусости, Хейвуд утратил своё высокое положение в КП США. Важные фигуры в партии, такие как Эрл Браудер, начали отворачиваться от Хейвуда и пытались полностью вытеснить его с руководящей роли. После возвращения из Испании и на протяжении всей Второй мировой войны Хейвуд работал агентом торгового флота США в Национальном морском союзе. Одним из портов захода во время войны был Мурманск, где в 1944 году Хейвуд служил переводчиком для своих товарищей по команде.
После Второй мировой войны платформа Коммунистической партии продолжалась меняться и Хейвуд чувствовал себя чужим. К 1954 году афроамериканское самоопределение было снято с повестки дня, и многие чернокожие лидеры были изгнаны из партии. Сам Хейвуд был исключен в 1959 году. Гарри Хейвуд горько переживал упадок КП США и поддерживал новое левое движение и чёрный национализм 1960-х годов. Хейвуд утверждал, что Коммунистическая партия была единственным институтом, который мог обеспечить подлинное расовое равенство, поэтому он был так оскорблен изменениями в идеологии партии. Он считал, что маоизм был ответом на ревизионизм, продемонстрированный американскими коммунистами и Советским Союзом.

## Личная жизнь

### Брак и дети
Первый брак Хейвуда был заключен в 1920 году с чернокожей женщиной из Чикаго по имени Хейзел. Она столкнулась с растущим радикализмом Хейвуда, и вскоре после свадьбы они расстались. Несмотря на то, что позже она жила с другим мужчиной, она никогда официально не разводилась с Хейвудом, что помешало его второй жене иммигрировать в США. Гарри Хейвуд женился на русской балерине Екатерине в 1927 году. Она познакомила его с русской и советской культурой. В конце концов правительство США выступило против её иммиграции, и пара рассталась после того, как Хейвуд вернулся в США.
В конце 1930-х годов Гарри женился на Белле Льюис, которую он знал с первых дней своей работы в коммунистической партии. Они прожили вместе много лет, но в 1955 году развелись. На следующий год Хейвуд женился на Гвендолин Мидло Холл. Они познакомились в Париже и вместе работали над статьями, до того как у них начались романтические отношения. От этого брака родились известный врач скорой помощи, доктор Хейвуд Холл и адвокат Ребекка Холл. Кроме того, Гвендолин Мидло Холл воспитала третьего ребёнка от предыдущего брака — Леонида A. Юспеха. Хотя Гарри и Гвендолин оставались женатыми до самой смерти Хейвуда, в конце концов она покинула коммунистическое движение и стала известным исследователем рабства и африканской диаспоры. В настоящее время она преподает в Мичиганском государственном университете.

### Политические воззрения
Среди своих чернокожих коллег в Советском Союзе Хейвуд был единственным, кто отстаивал позицию самоопределения афроамериканцев. Американские коммунисты в целом выступали против националистического подхода Хейвуда к борьбе афроамериканцев, который утверждал, что самоопределение чернокожих является «фундаментальной предпосылкой» расового равенства. Цель этих усилий состояла в том, чтобы поощрять вербовку большего числа черных коммунистов как в Африке, так и в США. Эти первоначальные мысли были опубликованы в докладе конгресса Коминтерна 1928 года «Тезисы о революционном движении в колониях и полуколониях».
Идея самоопределения афроамериканцев была затем включена в официальную платформу КП США, которая настаивала на создании Негритянской советской республики. Хейвуд предполагал, что «Черный пояс» на юге Соединенных Штатов станет основой этого нового государства. Он признавал трудность создания такого государства и отсутствие политической воли к этому, но упорно отстаивал самоопределение до конца своей жизни, называя эту идею «не сиюминутным, а окончательным требованием».
Хейвуд был критиком умеренного чёрного активизма среднего класса, включая черных журналистов и членов Национальной ассоциации содействия прогрессу цветного населения. Он назвал реформистские группы «агентами американского империализма». Он также критиковал философию Маркуса Гарви, который утверждал, что афроамериканцы должны вернуться на свою родину в Африку.

### Смерть
Гарри Хейвуд умер 1 января 1985 года в возрасте 87 лет. Он похоронен в марте 1985 года в колумбарии на Арлингтонском национальном кладбище под именем рождении Хейвуд Холл. Личные бумаги Гарри Хейвуда хранятся в Исторической библиотеке Бентли Мичиганского университета и в Отделе рукописей, архивов и редких книг Шомбургского Центра исследований чёрной культуры Нью-Йоркской публичной библиотеки.